# Ryosuke Sakai
Ryosuke Sakai –en japonés, 堺亮介, Sakai Ryosuke– (24 de julio de 1997) es un deportista japonés que compite en gimnasia en la modalidad de trampolín.
Ganó dos medallas en el Campeonato Mundial de Gimnasia en Trampolín, en los años 2017 y 2021, ambas en la prueba por equipo.

## Palmarés internacional
| Campeonato Mundial | Campeonato Mundial | Campeonato Mundial | Campeonato Mundial |
| Año                | Lugar              | Medalla            | Prueba             |
| ------------------ | ------------------ | ------------------ | ------------------ |
| 2017               | Sofía (Bulgaria)   | Medalla de bronce  | Equipo             |
| 2021               | Bakú (Azerbaiyán)  | Medalla de plata   | Equipo             |